# الله أباد (إقليد)
الله أباد (بالفارسية: الله‌آباد) هي قرية تقع في Hasanabad Rural District في إيران. يقدر عدد سكانها بـ 243 نسمة .